# How to with John Wilson
How to with John Wilson è una serie televisiva statunitense prodotta e trasmessa tra il 2020 e il 2023 dall'emittente televisiva HBO.
Filmata, scritta e diretta dall'ansioso newyorkese John Wilson, la serie si sviluppa come un documentario comico-drammatico, formato dall'insieme di "video essays" all'interno dei quali John, nel tentativo di dare consigli quotidiani ai suoi spettatori, mostra gli aspetti più assurdi ed eccentrici della città di New York e dei suoi abitanti.

## Episodi
| Stagione         | Episodi | Anno |
| ---------------- | ------- | ---- |
| Prima stagione   | 6       | 2020 |
| Seconda stagione | 6       | 2021 |
| Terza stagione   | 6       | 2023 |

## Prima stagione (2020)
| nº | Titolo originale                  | Messa in onda    |
| -- | --------------------------------- | ---------------- |
| 1  | "How To Make Small Talk"          | 23 ottobre 2020  |
| 2  | "How To Put Up Scaffolding"       | 30 ottobre 2020  |
| 3  | "How To Improve Your Memory"      | 6 novembre 2020  |
| 4  | "How To Cover Your Furniture"     | 13 novembre 2020 |
| 5  | "How To Split the Check"          | 20 novembre 2020 |
| 6  | "How To Cook the Perfect Risotto" | 27 novembre 2020 |

### 1)How To Make Small Talk
- Diretto da: John Wilson
- Scritto da: John Wilson
- Spettatori negli USA: 0,187 milioni[1]

John Wilson dà consigli su come destreggiarsi al meglio davanti all'ostacolo degli introversi: fare conversazioni di circostanza.

### 2)How To Put Up Scaffolding
- Diretto da: John Wilson
- Scritto da: John Wilson, Michael Koman and Alice Gregory
- Spettatori negli USA: 0.352 milioni[2]

John Wilson analizza in modo satirico le impalcature perenni di New York.

### 3)How To Improve Your Memory
- Diretto da: John Wilson
- Scritto da: John Wilson, Michael Koman and Alice Gregory
- Spettatori negli USA: 0.288 milioni[3]

La ricerca su come ricordare meglio porta Wilson a riflettere riguardo al concetto di falso ricordo.

### 4)How To Cover Your Furniture
- Diretto da: John Wilson
- Scritto da: John Wilson, Michael Koman and Alice Gregory
- Spettatori negli USA: 0.273 milioni[4]

Per evitare che il suo gatto rovini la nuova poltrona, Wilson si trova alle prese con la conservazione dei mobili.

### 5)How To Split the Check
- Diretto da: John Wilson
- Scritto da: John Wilson, Michael Koman and Alice Gregory
- Spettatori negli USA: 0.231 milioni[5]

Wilson cerca di scorprire quali sono i modi migliori per maneggiare la difficile arte del dividere il conto al ristorante.

### 6)How To Cook the Perfect Risotto
- Diretto da: John Wilson
- Scritto da: John Wilson, Michael Koman and Alice Gregory
- Spettatori negli USA 0.083 milioni[6]

Wilson si cimenta nell'impresa di cucinare il risotto perfetto per ringraziare la sua proprietaria di casa, mentre sullo sfondo a New York inizia a dilagare una nuova pandemia.

## Seconda stagione (2021)
| nº | Titolo originale                  | Messa in onda    |
| -- | --------------------------------- | ---------------- |
| 1  | "How To Invest in Real Estate"    | 26 novembre 2021 |
| 2  | "How To Appreciate Wine"          | 3 dicembre 2021  |
| 3  | "How To Find a Spot"              | 10 dicembre 2021 |
| 4  | "How To Throw Out Your Batteries" | 17 dicembre 2021 |
| 5  | "How To Remember Your Dreams"     | 24 dicembre 2021 |
| 6  | "How To Be Spontaneous"           | 31 dicembre 2021 |

### 1)How To Invest in Real Estate
- Diretto da: John Wilson
- Scritto da: John Wilson, Michael Koman, Alice Gregory, Susan Orlean e Conner O'Malley
- Spettatori negli USA: 0.118 milioni[7]

L'aziana proprietaria di casa di Wilson si trasferisce a Los Angeles e offre al film-maker di compare l'immobile in cui vive.

### 2)How To Appreciate Wine
- Diretto da: John Wilson
- Scritto da: John Wilson, Michael Koman, Susan Orlean, and Conner O'Malley
- Spettatori negli USA: 0.068 milioni[8]

Wilson cerca di informarsi sul misterioso mondo del vino per poter fare bella figura in compagnia.

### 3)How To Find a Spot
- Diretto da: John Wilson
- Scritto da: John Wilson, Michael Koman, Alice Gregory, Susan Orlean e Conner O'Malley
- Spettatori negli USA: 0.079 milioni[9]

Wilson riflette sulla difficoltà di trovare parcheggio a New York e sulla competitività che ne deriva.

### 4)How To Throw Out Your Batteries
- Diretto da: John Wilson
- Scritto da: John Wilson, Michael Koman, Alice Gregory, Susan Orlean e Conner O'Malley
- Spettatori negli USA: 0.069 milioni[10]

Mentre alla ricerca di una soluzione su come sbarazzarsi delle pile e delle batterie, John riflette sul valore delle cose che buttiamo e di quelle che invece teniamo.

### 5)How To Remember Your Dreams
- Diretto da: John Wilson
- Scritto da: John Wilson, Michael Koman, Susan Orlean e Conner O'Malley
- Spettatori negli USA: 0.049 milioni[11]

John cerca di ricordarsi i propri sogni e finisce in un gruppo di fan di Avatar.

### 6)How To Be Spontaneous
- Diretto da: John Wilson
- Scritto da: John Wilson, Michael Koman, Alice Gregory, Susan Orlean e Conner O'Malley
- Spettatori negli USA: 0.114 milioni[12]

Wilson prova ad essere più "spontaneo", ma i suoi piani prendono delle pieghe insolite, mentre fa ritorno un vecchio personaggio.

## Terza stagione (2023)
| nº | Titolo originale                | Messa in onda    |
| -- | ------------------------------- | ---------------- |
| 1  | "How To Find a Public Restroom" | 28 luglio 2023   |
| 2  | "How To Clean Your Ears"        | 4 agosto 2023    |
| 3  | "How To Work Out"               | 11 agosto 2023   |
| 4  | "How To Watch the Game"         | 18 agosto 2023   |
| 5  | "How To Watch Birds"            | 25 agosto 2023   |
| 6  | "How To Track Your Package"     | 1 settembre 2023 |

### 1)How To Find a Public Restroom
- Diretto da: John Wilson
- Scritto da: John Wilson e Michael Koman

Wilson affronta uno dei problemi più gravi della città di New York: trovare un bagno pubblico.

### 2)How To Clean Your Ears
- Diretto da: John Wilson
- Scritto da: John Wilson e Michael Koman

Dopo una vistita dall'otorino, Wilson scopre di nuovo i suoni e i rumori della frenetica New York.

### 3)How To Work Out
- Diretto da: John Wilson
- Scritto da: John Wilson e Michael Koman

Wilson decide di rimettersi in forma e si iscrive in palestra; il fascino per ciò che è grande lo porta a scoprire l'esistenza di zucche da competizione.

### 4)How To Watch the Game
- Diretto da: John Wilson
- Scritto da: John Wilson, Michael Koman e Allie Viti

Nel tentativo di trovare una comunità sportiva di cui sentirsi parte, Wilson si unisce a un affiatato gruppo di collezionisti di aspirapolveri.

### 5)How To Watch Birds
- Diretto da: John Wilson
- Scritto da: John Wilson e Michael Koman

Mentre alle prese con la ricerca di un hobby all'aria aperta, Wilson è pieno di sensi di colpa per aver "fabbricato" delle riprese in studio e riflette sulla facilità con cui la verità può essere manipolata.

### 6)How To Track Your Package
- Diretto da: John Wilson
- Scritto da: John Wilson e Michael Koman

Dopo essere stato deurbato di un pacchetto postale, Wilson si mette ad investigare, ma finisce in un istituto dove la gente congela i corpi dei propri morti in Arizona.

## Produzione
(intervista di John Wilson a Variety)
La serie è una produzione HBO. Tra i produtorri esecutivi appaiono Michael Koman, Clark Reinking e il ben più noto Nathan Fielder, già collaboratore di HBO nella ideazione e produzione delle serie Nathan for you e The Reaharsal.
Il 9 dicembre 2020, la serie è stata rinnovata per una seconda stagione, che è stata rilasciata il 26 novembre 2021.
Nel febbraio del 2022, è stata invece confermata l'uscita di una terza, che a maggio dell'anno successivo è stata confermata come ultima stagione, per volere dello stesso Wilson.

## Accoglienza
How To with John Wilson è stato acclamato diverse volte dalla critica. Su Rotten Tomatoes tutte le stagioni hanno ricevuto un punteggio pari al 100%, con una media di 7.8/10 basata su 26 recensioni per la prima stagione, una media di 9/10 su 6 recensioni per la seconda, e un 9.2/10 basato su 10 recensioni per la terza. Il sito lo riporta come "sorprendente, profondo e incredibilmente bizzarro, capace, unendo diversi stili di documentario, di creare un'esperienza meravigliosa".
Su Metacritic la prima stagione raggiunge invece un punteggio medio pari a 84/100, basato su 7 recensioni, la seconda ottiene 92/100, così come l'ultima.
Daniel Fienberg del The Hollywood Reporter ha definito la docuserie in una recensione "divertente, triste, e solo alla fine sorprendentemente profonda".
Steve Greene di IndieWire ha dato alla serie un valutazione pari ad A−, dicendo che lo show accoglie al suo interno "un accenno di oscurità e una forte presenza di empatia".

## Riconoscimenti
| Anno | Premio                          | Categoria                                       | Destinatari | Stato         | Ref. |
| ---- | ------------------------------- | ----------------------------------------------- | --- | ------------- | ---- |
| 2021 | American Cinema Editors         | Best Edited Non-Scripted Series                 | style="text-align:center; background:#FDD; color: black; vertical-align:middle" class="table-no2"\|Candidato/a                                                                  | [ 26 ]        |      |
| 2021 | Gotham Awards                   | Breakthrough Nonfiction Series                  | Nathan Fielder, Michael Koman, Clark Reinking, and John Wilson\| style="text-align:center; background:#FDD; color: black; vertical-align:middle" class="table-no2"\|Candidato/a | [ 27 ]        |      |
| 2021 | Cinema Eye Honors               | Outstanding Anthology Series                    | style="text-align:center; background:#FDD; color: black; vertical-align:middle" class="table-no2"\|Candidato/a                                                                  | [ 28 ] [ 29 ] |      |
| 2021 | Cinema Eye Honors               | Outstanding Broadcast Editing                   | style="text-align:center; background:#99FF99; vertical-align:middle" class="table-yes2"\|Vincitore/trice                                                                        | [ 28 ] [ 29 ] |      |
| 2022 | TCA Awards                      | Outstanding Achievement in News and Information | style="text-align:center; background:#FDD; color: black; vertical-align:middle" class="table-no2"\|Candidato/a                                                                  | [ 30 ] [ 31 ] |      |
| 2022 | Writers Guild of America Awards | Best Comedy/Variety – Sketch Series             | style="text-align:center; background:#FDD; color: black; vertical-align:middle" class="table-no2"\|Candidato/a                                                                  | [ 32 ]        |      |
| 2022 | Primetime Emmy Award            | Outstanding Writing for a Nonfiction Program    | style="text-align:center; background:#FDD; color: black; vertical-align:middle" class="table-no2"\|Candidato/a                                                                  | [ 33 ]        |      |
| 2022 | Cinema Eye Honours              | Outstanding Anthology Series                    | style="text-align:center; background:#99FF99; vertical-align:middle" class="table-yes2"\|Vincitore/trice                                                                        | [ 34 ]        |      |
| 2022 | Cinema Eye Honours              | Outstanding Broadcast Editing                   | style="text-align:center; background:#FDD; color: black; vertical-align:middle" class="table-no2"\|Candidato/a                                                                  | [ 34 ]        |      |